# بول كونولي
بول كونولي (بالإنجليزية: Paul Connolly)‏ (29 سبتمبر 1983 بليفربول في المملكة المتحدة - ) هو لاعب كرة قدم بريطاني في مركز الدفاع. لعب مع بريستون نورث إيند وديربي كاونتي وستوكبورت كونتي وشيفيلد يونايتد وليدز يونايتد ونادي بورتسموث ونادي لوتون تاون ونادي ميلوول ونادي كرولي تاون ونادي بليموث أرجايل وBideford A.F.C. ‏.

## وصلات خارجية
- بول كونولي على موقع قاعدة بيانات كرة القدم.إي يو (الإنجليزية)
- بول كونولي على موقع Soccerbase.com (لاعب) (الإنجليزية)
- بول كونولي على موقع Soccerway.com (الإنجليزية)